# Popian
Popian est une commune française située dans le centre du département de l'Hérault, en région Occitanie.
Exposée à un climat méditerranéen, elle est drainée par le ruisseau de l'Aurelle, le ruisseau de Lussac et par un autre cours d'eau.
Popian est une commune rurale qui compte 368 habitants en 2022, après avoir connu une forte hausse de la population depuis 1975. Elle fait partie de l'aire d'attraction de Montpellier. Ses habitants sont appelés les Popianais et Popianaises.

## Géographie

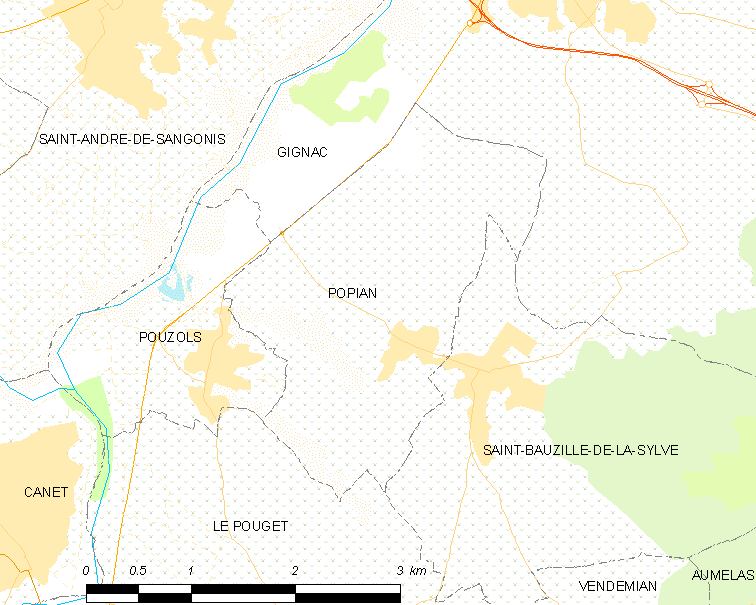
Carte

### Climat
Pour des articles plus généraux, voir Climat de l'Occitanie et Climat de l'Hérault.
En 2010, le climat de la commune est de type climat méditerranéen franc, selon une étude s'appuyant sur une série de données couvrant la période 1971-2000. En 2020, Météo-France publie une typologie des climats de la France métropolitaine dans laquelle la commune est exposée à un climat méditerranéen et est dans la région climatique  Provence, Languedoc-Roussillon, caractérisée par une pluviométrie faible en été, un très bon ensoleillement (2 600 h/an), un été chaud (21,5 °C), un air très sec en été, sec en toutes saisons, des vents forts (fréquence de 40 à 50 % de vents > 5 m/s) et peu de brouillards.
Pour la période 1971-2000, la température annuelle moyenne est de 14,4 °C, avec une amplitude thermique annuelle de 16,5 °C. Le cumul annuel moyen de précipitations est de 774 mm, avec 6,4 jours de précipitations en janvier et 2,7 jours en juillet. Pour la période 1991-2020, la température moyenne annuelle observée sur la station météorologique la plus proche, située sur la commune de Saint-André-de-Sangonis à 4 km à vol d'oiseau, est de 15,5 °C et le cumul annuel moyen de précipitations est de 652,4 mm,. Pour l'avenir, les paramètres climatiques de la commune estimés pour 2050 selon différents scénarios d’émission de gaz à effet de serre sont consultables sur un site dédié publié par Météo-France en novembre 2022.

### Milieux naturels et biodiversité
Aucun espace naturel présentant un intérêt patrimonial n'est recensé sur la commune dans l'inventaire national du patrimoine naturel,,.

## Urbanisme

### Typologie
Au 1er janvier 2024, Popian est catégorisée bourg rural, selon la nouvelle grille communale de densité à sept niveaux définie par l'Insee en 2022.
Elle est située hors unité urbaine. Par ailleurs la commune fait partie de l'aire d'attraction de Montpellier, dont elle est une commune de la couronne,. Cette aire, qui regroupe 161 communes, est catégorisée dans les aires de 700 000 habitants ou plus (hors Paris),.

### Occupation des sols
L'occupation des sols de la commune, telle qu'elle ressort de la base de données européenne d’occupation biophysique des sols Corine Land Cover (CLC), est marquée par l'importance des territoires agricoles (96,2 % en 2018), une proportion sensiblement équivalente à celle de 1990 (96,8 %). La répartition détaillée en 2018 est la suivante : 
cultures permanentes (85,9 %), zones agricoles hétérogènes (10,3 %), zones urbanisées (3,8 %). L'évolution de l’occupation des sols de la commune et de ses infrastructures peut être observée sur les différentes représentations cartographiques du territoire : la carte de Cassini (XVIIIe siècle), la carte d'état-major (1820-1866) et les cartes ou photos aériennes de l'IGN pour la période actuelle (1950 à aujourd'hui).

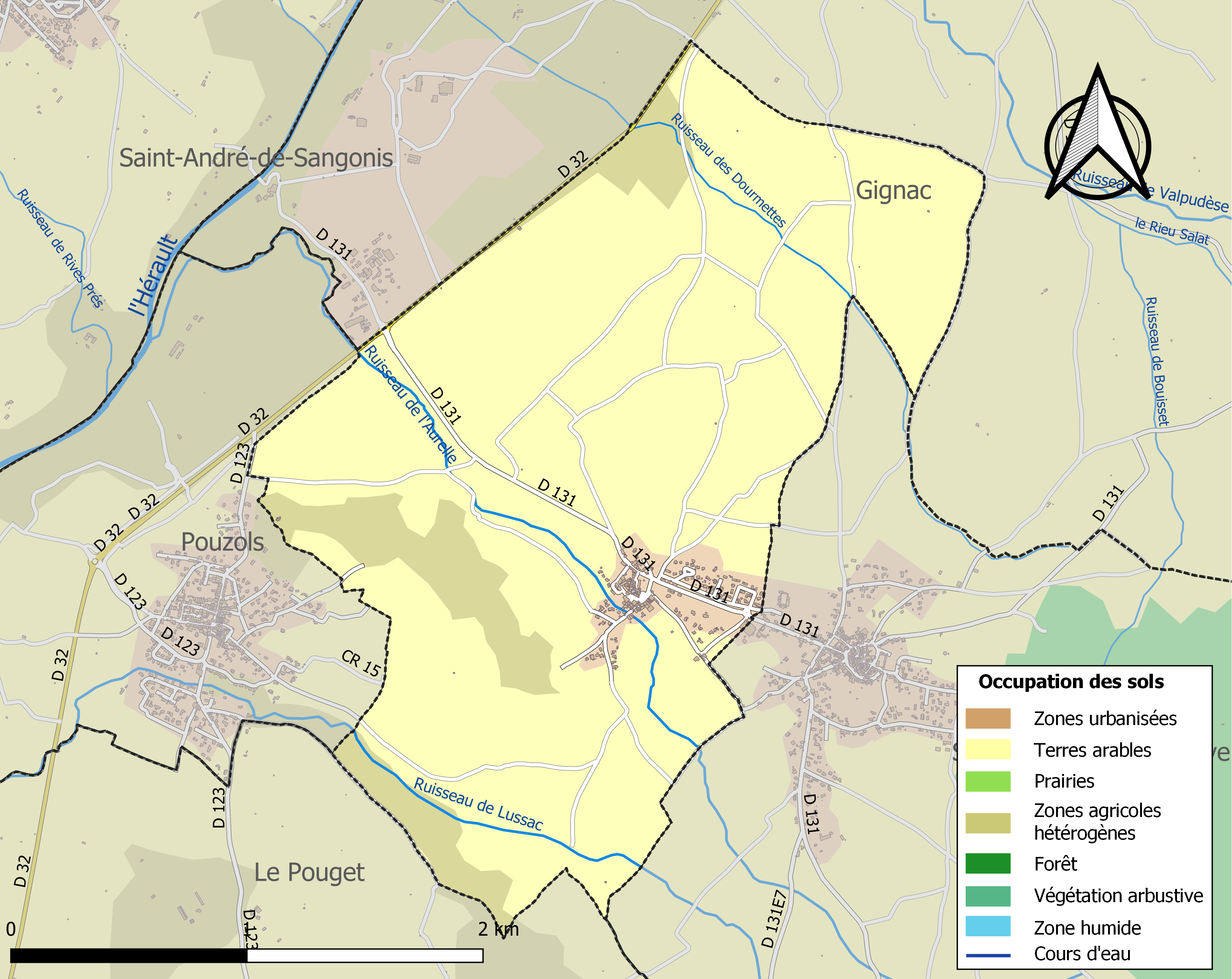
Carte des infrastructures et de l'occupation des sols de la commune en 2018 (CLC).

### Risques majeurs
Le territoire de la commune de Popian est vulnérable à différents aléas naturels : météorologiques (tempête, orage, neige, grand froid, canicule ou sécheresse), inondations et séisme (sismicité faible). Un site publié par le BRGM permet d'évaluer simplement et rapidement les risques d'un bien localisé soit par son adresse soit par le numéro de sa parcelle.
Certaines parties du territoire communal sont susceptibles d’être affectées par le risque d’inondation par débordement de cours d'eau, notamment La commune a été reconnue en état de catastrophe naturelle au titre des dommages causés par les inondations et coulées de boue survenues en 1982, 2002, 2014 et 2019,.
Popian est exposée au risque de feu de forêt du fait de la présence sur son territoire. Un plan départemental de protection des forêts contre les incendies (PDPFCI) a été approuvé en juin 2013 et court jusqu'en 2022, où il doit être renouvelé. Les mesures individuelles de prévention contre les incendies sont précisées par deux arrêtés préfectoraux et s’appliquent dans les zones exposées aux incendies de forêt et à moins de 200 mètres de celles-ci. L’arrêté du 25 avril 2002 réglemente l'emploi du feu en interdisant notamment d’apporter du feu, de fumer et de jeter des mégots de cigarette dans les espaces sensibles et sur les voies qui les traversent sous peine de sanctions. L'arrêté du 11 mars 2013 rend le débroussaillement obligatoire, incombant au propriétaire ou ayant droit,.

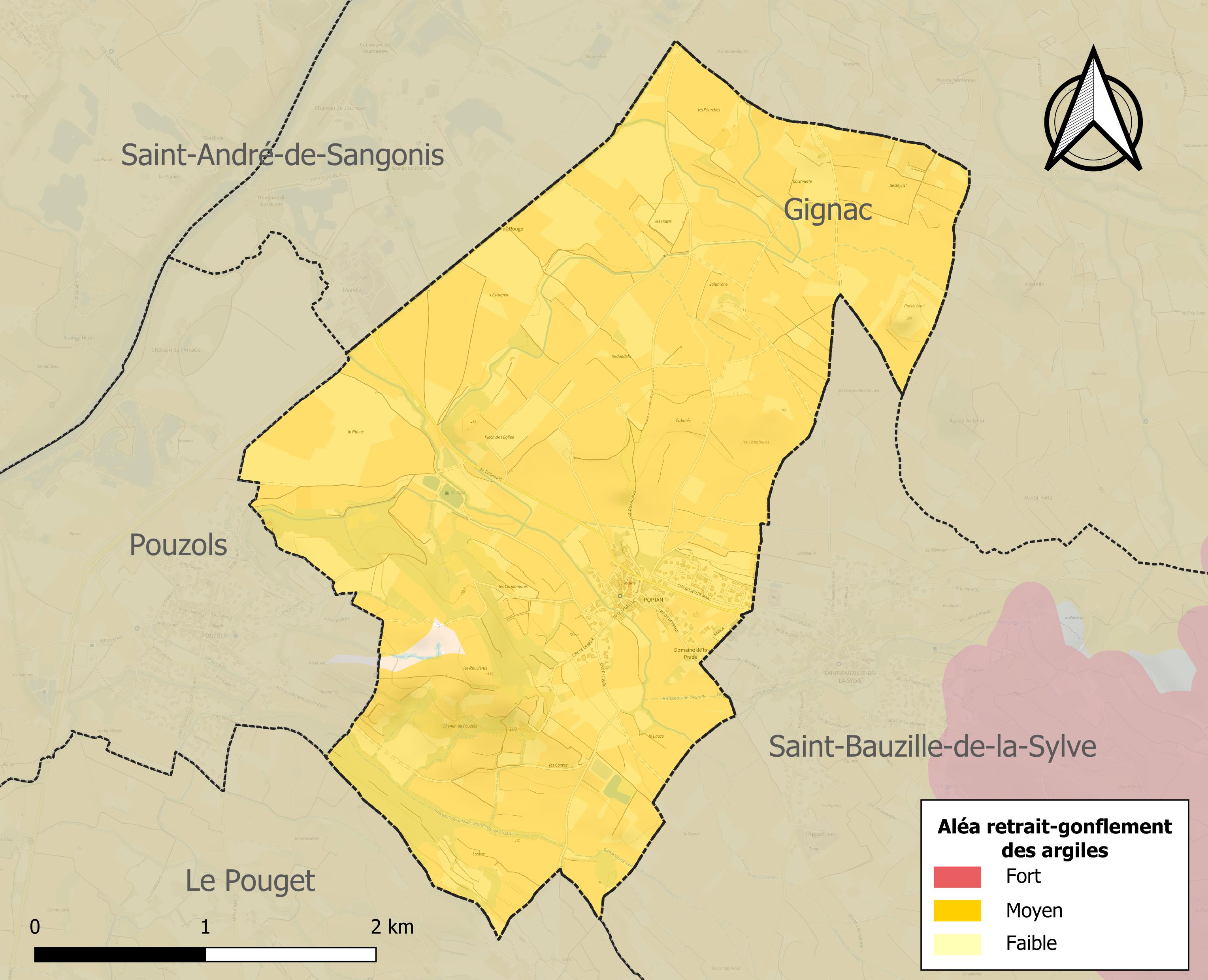
Carte des zones d'aléa retrait-gonflement des sols argileux de Popian.

Le retrait-gonflement des sols argileux est susceptible d'engendrer des dommages importants aux bâtiments en cas d’alternance de périodes de sécheresse et de pluie. 99,5 % de la superficie communale est en aléa moyen ou fort (59,3 % au niveau départemental et 48,5 % au niveau national). Sur les 164 bâtiments dénombrés sur la commune en 2019, 164 sont en aléa moyen ou fort, soit 100 %, à comparer aux 85 % au niveau départemental et 54 % au niveau national. Une cartographie de l'exposition du territoire national au retrait gonflement des sols argileux est disponible sur le site du BRGM,.
Par ailleurs, afin de mieux appréhender le risque d’affaissement de terrain, l'inventaire national des cavités souterraines permet de localiser celles situées sur la commune.

## Toponymie
La commune est connue sous la variante « Poupian ».

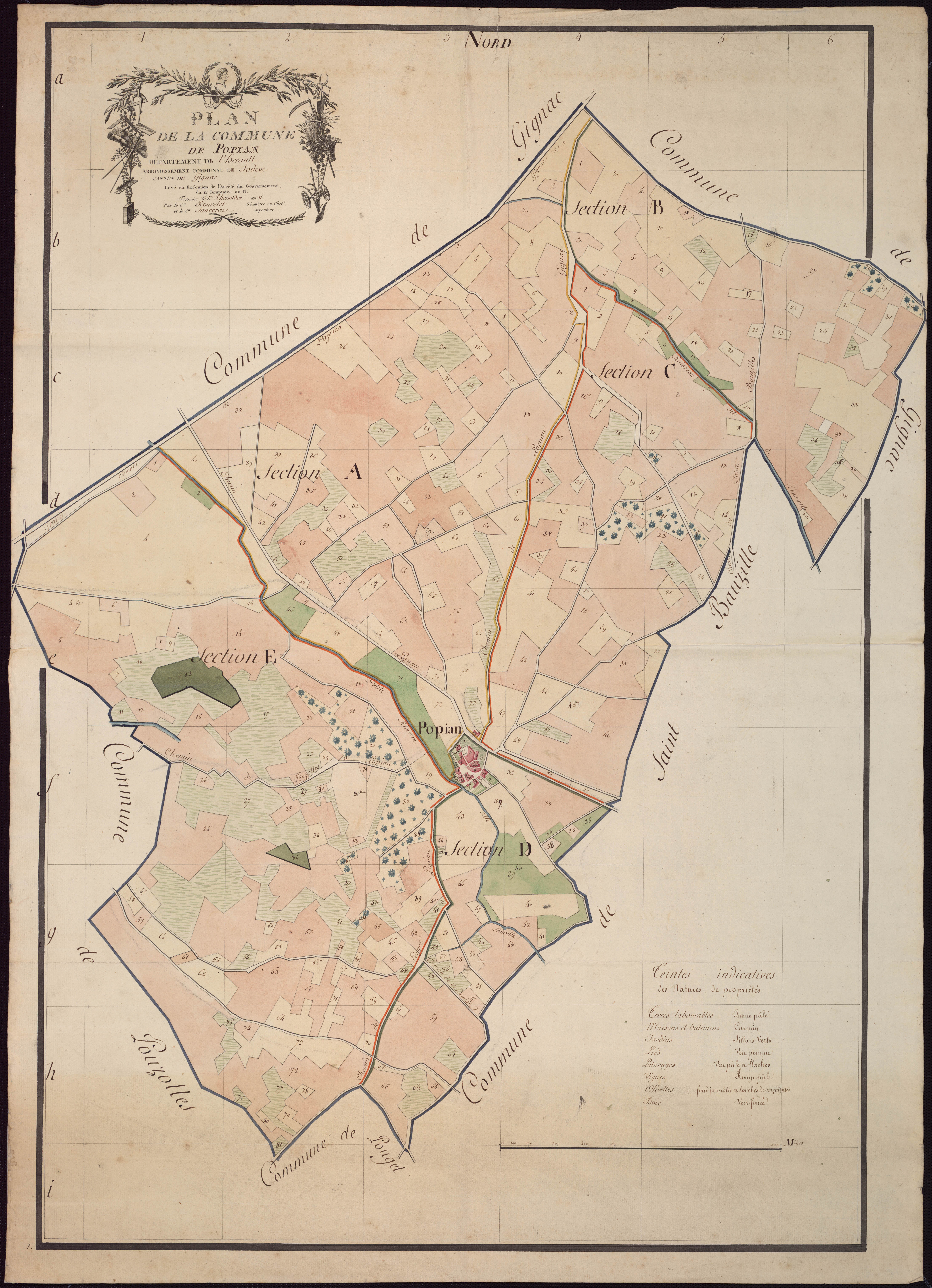
Plan par masse de culture (an XII).

## Histoire[18]
À l’époque carolingienne, Popian était le siège de la seule viguerie de la moyenne vallée de l’Hérault. Le viguier était le représentant du vicomte de Béziers et d’Agde, chargé d’exercer la justice royale. Construit au Xe siècle, le castrum de Popian a été rattaché au domaine des seigneurs de Montpellier au XIe siècle. On retrouve le château de Popian parmi les biens de Guillaume de Montpellier en 1114. Fortement implantés au Pouget, les Guillaume ont probablement contribué au maintien du siège de la viguerie, la plus haute autorité régionale. En 1535, les terres et seigneuries de Popian sont recensées au nom de Girard de Popian. Apparaissent les noms de Antoine de Tavaux, seigneur de Popian, et de François Tuffet, chanoine de la cathédrale Saint-Nazaire de Béziers et archiprêtre du Pouget. De l'édifice médiéval, seule subsiste la tour datant du XIVe siècle. Construction du corps principal au début du XIXe siècle.

## Politique et administration
| Période | Période  | Identité                   | Étiquette | Qualité                                                                                      |
| ------- | -------- | -------------------------- | --------- | -------------------------------------------------------------------------------------------- |
| 1790    | 1793     | François Combrenous        |           | Membre du Conseil Général de la commune                                                      |
| 1793    | 1796     | Jean Ratier                |           | Membre du Conseil Général de la commune                                                      |
| 1796    | 1801     | Pierre Poumier             |           | Adjoint municipal                                                                            |
| 1801    | 1811     | Guillaume Lautier          |           |                                                                                              |
| 1811    | 1818     | Charles Lautier            |           |                                                                                              |
| 1818    | 1821     | Jean-Pierre Lautier        |           |                                                                                              |
| 1821    | 1830     | Barthélemy Pommier         |           |                                                                                              |
| 1830    | 1846     | François Gazagne           |           |                                                                                              |
| 1846    | 1848     | François Hilaire Bonnel    |           |                                                                                              |
| 1848    | 1848     | Hippolyte Pioch            |           |                                                                                              |
| 1848    | 1850     | Jean Péligry               |           |                                                                                              |
| 1851    | 1863     | Philippe Poumier           |           |                                                                                              |
| 1863    | 1865     | Adolphe Dejean             |           |                                                                                              |
| 1865    | 1884     | Albin Gazagne              |           | Grand-père d'Emile Combes, maire de 1938 à 1944                                              |
| 1884    | 1889     | Charles de Villario        |           | Démissionne en août 1889 : nommé percepteur à Cotignac.                                      |
| 1889    | 1900     | Martin Bonnel              |           |                                                                                              |
| 1900    | 1901     | Guillaume Lautier          |           |                                                                                              |
| 1901    | 1938     | Ferdinand Lapeyre          |           | Chevalier de la Légion d'honneur (1922) Grand-père de Philippe Lapeyre, maire de 1965 à 1989 |
| 1938    | 1944     | Émile Combes               |           | Chevalier de la Légion d'honneur (1923) Officier de la Légion d'honneur (1975)               |
| 1944    | 1947     | Auguste Pons               |           | Président du Comité de Libération nationale de 1944 à 1945 puis maire de 1945 à 1947.        |
| 1947    | 1959     | Aimé Bonnel                |           |                                                                                              |
| 1959    | 1965     | Pierre Vailhé              |           | Avocat                                                                                       |
| 1965    | 1989     | Philippe Lapeyre           |           |                                                                                              |
| 1989    | 2007     | Fernand Nadal              |           |                                                                                              |
| 2007    | 2008     | Norbert Sanchez            |           |                                                                                              |
| 2008    | En cours | Marie-Agnès Sibertin-Blanc | SE        | Avocat                                                                                       |

## Démographie
L'évolution du nombre d'habitants est connue à travers les recensements de la population effectués dans la commune depuis 1793. Pour les communes de moins de 10 000 habitants, une enquête de recensement portant sur toute la population est réalisée tous les cinq ans, les populations de référence des années intermédiaires étant quant à elles estimées par interpolation ou extrapolation. Pour la commune, le premier recensement exhaustif entrant dans le cadre du nouveau dispositif a été réalisé en 2008.

En 2022, la commune comptait 368 habitants, en évolution de +5,75 % par rapport à 2016 (Hérault : +7,49 %, France hors Mayotte : +2,11 %).
| 1793 | 1800 | 1806 | 1821 | 1831 | 1836 | 1841 | 1846 | 1851 |
| ---- | ---- | ---- | ---- | ---- | ---- | ---- | ---- | ---- |
| 183  | 153  | 198  | 199  | 174  | 180  | 168  | 154  | 170  |

| 1856 | 1861 | 1866 | 1872 | 1876 | 1881 | 1886 | 1891 | 1896 |
| ---- | ---- | ---- | ---- | ---- | ---- | ---- | ---- | ---- |
| 153  | 128  | 149  | 159  | 157  | 123  | 118  | 141  | 140  |

| 1901 | 1906 | 1911 | 1921 | 1926 | 1931 | 1936 | 1946 | 1954 |
| ---- | ---- | ---- | ---- | ---- | ---- | ---- | ---- | ---- |
| 171  | 182  | 156  | 187  | 225  | 251  | 239  | 169  | 217  |

| 1962 | 1968 | 1975 | 1982 | 1990 | 1999 | 2006 | 2008 | 2013 |
| ---- | ---- | ---- | ---- | ---- | ---- | ---- | ---- | ---- |
| 233  | 214  | 198  | 168  | 195  | 248  | 322  | 343  | 346  |

| 2018 | 2022 | - | - | - | - | - | - | - |
| ---- | ---- | - | - | - | - | - | - | - |
| 351  | 368  | - | - | - | - | - | - | - |

## Économie

### Revenus
En 2018, la commune compte 159 ménages fiscaux, regroupant 398 personnes. La médiane du revenu disponible par unité de consommation est de 21 170 € (20 330 € dans le département).

### Emploi
|                | 2008   | 2013   | 2018  |
| -------------- | ------ | ------ | ----- |
| Commune        | 8,7 %  | 9,4 %  | 7,1 % |
| Département    | 10,1 % | 11,9 % | 12 %  |
| France entière | 8,3 %  | 10 %   | 10 %  |

En 2018, la population âgée de 15 à 64 ans s'élève à 225 personnes, parmi lesquelles on compte 80 % d'actifs (72,9 % ayant un emploi et 7,1 % de chômeurs) et 20 % d'inactifs,. En  2018, le taux de chômage communal (au sens du recensement) des 15-64 ans est inférieur à celui de la France et du département, alors qu'en 2008 il était supérieur à celui de la France.
La commune fait partie de la couronne de l'aire d'attraction de Montpellier, du fait qu'au moins 15 % des actifs travaillent dans le pôle,. Elle compte 40 emplois en 2018, contre 38 en 2013 et 48 en 2008. Le nombre d'actifs ayant un emploi résidant dans la commune est de 166, soit un indicateur de concentration d'emploi de 24 % et un taux d'activité parmi les 15 ans ou plus de 66,9 %.
Sur ces 166 actifs de 15 ans ou plus ayant un emploi, 33 travaillent dans la commune, soit 20 % des habitants. Pour se rendre au travail, 90,4 % des habitants utilisent un véhicule personnel ou de fonction à quatre roues, 1,8 % les transports en commun, 2,4 % s'y rendent en deux-roues, à vélo ou à pied et 5,4 % n'ont pas besoin de transport (travail au domicile).

### Activités hors agriculture
25 établissements sont implantés  à Popian au 31 décembre 2019.
Le secteur de l'administration publique, l'enseignement, la santé humaine et l'action sociale est prépondérant sur la commune puisqu'il représente 28 % du nombre total d'établissements de la commune (7 sur les 25 entreprises implantées  à Popian), contre 14,2 % au niveau départemental.

### Agriculture
La commune est dans la « Plaine viticole », une petite région agricole occupant la bande côtière du département de l'Hérault. En 2020, l'orientation technico-économique de l'agriculture  sur la commune est la viticulture.
|               | 1988 | 2000 | 2010 | 2020 |
| ------------- | ---- | ---- | ---- | ---- |
| Exploitations | 20   | 22   | 15   | 19   |
| SAU (ha)      | 211  | 251  | 188  | 203  |

Le nombre d'exploitations agricoles en activité et ayant leur siège dans la commune est passé de 20 lors du recensement agricole de 1988  à 22 en 2000 puis à 15 en 2010 et enfin à 19 en 2020, soit une baisse de 5 % en 32 ans. Le même mouvement est observé à l'échelle du département qui a perdu pendant cette période 67 % de ses exploitations,. La surface agricole utilisée sur la commune a également diminué, passant de 211 ha en 1988 à 203 ha en 2020. Parallèlement la surface agricole utilisée moyenne reste stable à 11 ha.

## Culture locale et patrimoine

### Lieux et monuments
- Église Saint-Vincent de Popian. L'édifice est référencé dans la base Mérimée et à l'Inventaire général Région Occitanie[27].

### Héraldique
|  | Les armoiries de Popian se blasonnent ainsi : De vair au sautoir losangé d'or et de gueules. |

### Personnalités liées à la commune

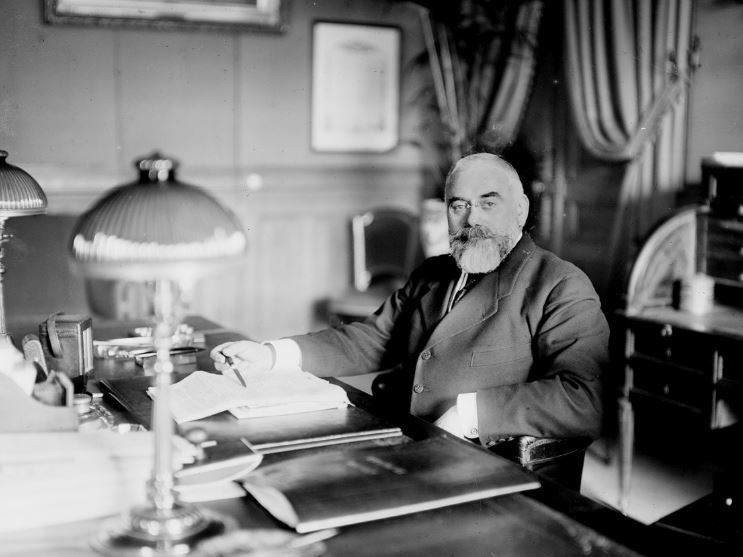
Fernand Raux à la Préfecture de police (Paris).

- Fernand Raux (1863-1955) : haut fonctionnaire français, il est Préfet de Police de Paris de 1917 à 1921 après avoir été nommé plusieurs fois sous-préfet et chef adjoint du ministre de l'Intérieur Georges Clemenceau en 1906. Officier de la Légion d'honneur et décoré de la Croix de guerre 1914-1918, Fernand Raux demeure propriétaire d'une maison à Popian où il est inhumé en 1955 aux côtés de son épouse Jane (1869-1967) et de ses parents : Marie Laval (1844-1931) et Etienne Raux (1842-1915), adjoint au maire de Montpellier de 1904 à son décès.
- Joseph Railhac (1875-1945) : avocat, chevalier de la Légion d'honneur, propriétaire foncier à Popian, il est maire de Lodève de 1900 à 1925, conseiller général de l'Hérault de 1907 à 1925 (canton de Lodève) et député de l'Hérault de 1924 à 1928. Père d'Andrée Railhac, il est de fait le beau-père de Paul Coste-Floret.
- Rolland de Villario (1885-1955) : architecte, il naît à Popian le 29 janvier 1885 alors que son père est maire de la commune. Après avoir dessiné les plans de l'hôtel Côte d'Opale, Rolland de Villario fait partie des principaux architectes du Touquet-Paris-Plage, commune où il décède le 9 octobre 1955. Il est inhumé à Popian.